# アークオブアルケミスト
『アークオブアルケミスト』（Arc of Alchemist）は、コンパイルハートより2019年2月7日に発売されたPlayStation 4用ゲームソフト。2019年10月10日にNintendo Switch版が発売された。

## 概要
コンパイルハートの新規IPによるRPGで、同社のRPGブランド「ガラパゴスRPG」の第6弾となるタイトル。
錬金術をキーとしたファンタジーとSFが融合した世界観をベースに、文明が荒廃した地球を舞台としたアクションRPG。過去に『サガシリーズ』などに携わった小泉今日治の監修による、戦略性の高いバトルシステムをアピールポイントとしている。

## 登場人物
クィン・ブレイズフォード
声 - 上田麗奈
本作の主人公。
シャロン・ヴァーラー
声 - 富田美憂

サンドラ・ウェインライト
声 - 豊田萌絵

アクセル・デリオン
声 - 浅沼晋太郎

ミカ・シュナイダー
声 - 鈴木愛奈

ルーネ・フォンティーヌ
声 - M・A・O

ジェスター・シルバーホーク
声 - 津田健次郎

ギャレット・ワンダイン
声 - 黒田崇矢

ダリウス・ケンドリクス
声 - 高木渉

エース・ナイトロック
声 - 八代拓

エリン・ワンダイン
声 - 東城日沙子

## スタッフ
- コンセプトアート - 天野喜孝
- キャラクターデザイン - モタ
- シナリオ - 北島行徳
- システムアドバイザー - 小泉今日治
- 世界観ビジュアル - よー清水
- 3Dモデリング - キャトルコール